# Öhrli
Öhrli är en bergstopp i Schweiz. Den ligger i kantonen Appenzell Innerrhoden, i den östra delen av landet. Toppen på Öhrli är 2 194 meter över havet. Öhrli ingår i Alpstein.
Den högsta punkten i närheten är Säntis, 2 503 meter över havet, 2,3 km sydväst om Öhrli.
I omgivningarna runt Öhrli finns i huvudsak kala bergstoppar och bergsängar. I dalgångarna hittas skog.